# Haribo

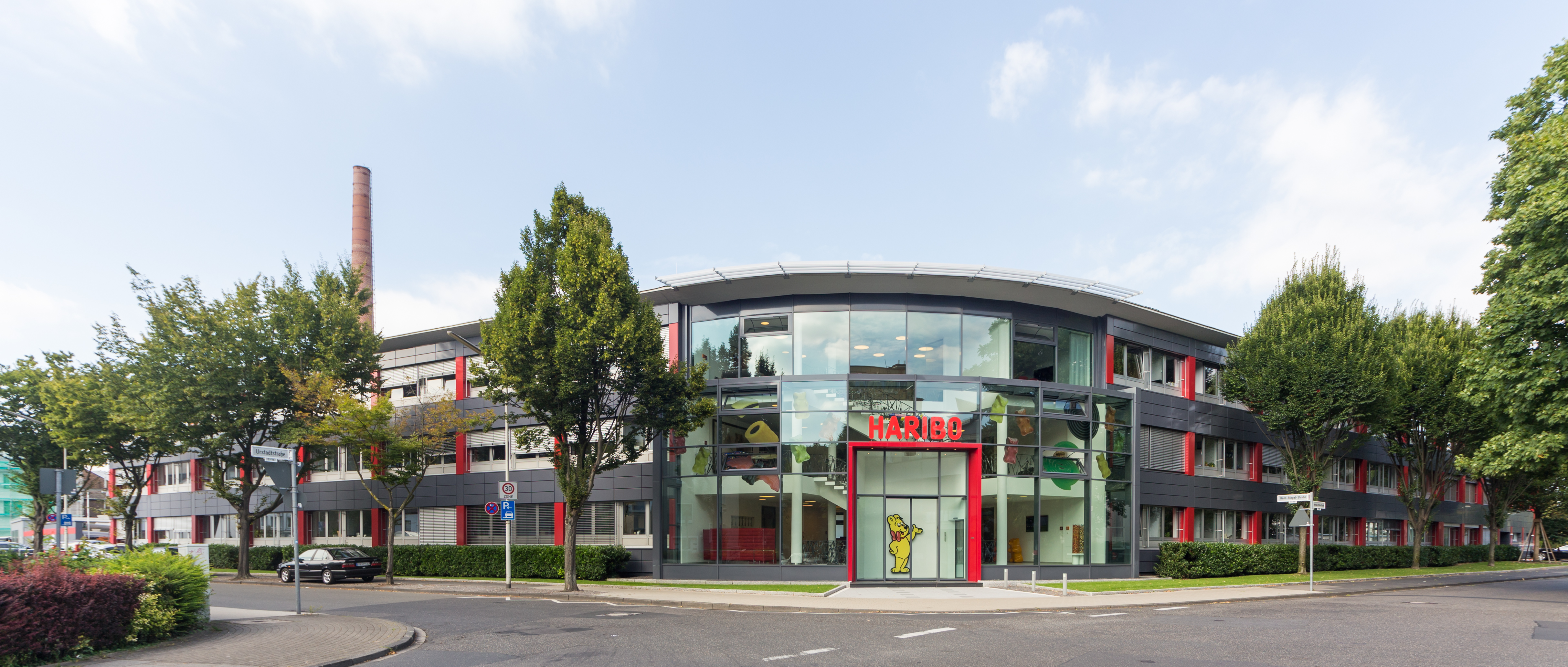
Sediul Haribo în Bonn

Haribo-Holding GmbH & Co. KG este un concern de produse de dulciuri german cu sediul în districtul Kessenich, Bonn. Produsele cele mai cunoscute sunt Gummibär, produs inventat în 1922 de Hans Riegel. Pe lângă „Haribo“ companiei îi aparțin și mărcile Maoam și Haribo Chamallows (fosta „Dulcia”).

## Etimologie
Numele HARIBO vine de la Hans Riegel (întemeietorul firmei) și de la orașul Bonn, sediul firmei.

## Marketing
Începând cu 1935, compania face reclamă cu sloganul si piesa "Haribo face copii fericiti" („HARIBO macht Kinder froh“). În 1962, sloganului i s-a adăugat "și adulți deopotrivă" („und Erwachsene ebenso“).
Cântecul și motto-ul în alte multe limbi:
| Țări                                                                 | Motto |
| -------------------------------------------------------------------- | --- |
| Belgia                                                               | Haribo maakt kinderen blij – volwassenen horen ook daarbij (in Flandern, Niederländisch)                       |
| Belgia                                                               | Haribo, c’est beau la vie – pour les grands et les petits (in Wallonien, Französisch)                          |
| Danemarca                                                            | Haribo … den er go’ (bis vor einigen Jahren: Luk op for noget godt, luk op for Haribo – den er go’)            |
| Germania, Austria, Elveția                                           | Haribo macht Kinder froh – und Erwachsene ebenso                                                               |
| Finlanda                                                             | The happy world of Haribo                                                                                      |
| Franța                                                               | Haribo, c’est beau la vie – pour les grands et les petits                                                      |
| Grecia,                                                              | δίνει χαρά, σε μεγάλους και σε παιδιά                                                                          |
| Irlanda, Regatul Unit, Statele Unite ale Americii, Suedia, Australia | Kids and grown-ups love it so – the happy world of Haribo                                                      |
| Italia                                                               | Haribo è la bontà – che si gusta ad ogni età                                                                   |
| Țările de Jos                                                        | The happy world of Haribo (bis vor einigen Jahren: Haribo maakt kinderen blij – volwassenen horen ook daarbij) |
| Norvegia                                                             | Haribo … den er go’                                                                                            |
| Polonia                                                              | Haribo smak radości dla dzieci i dorosłych                                                                     |
| Portugalia                                                           | Haribo doces sabores – para os pequenos e os maiores                                                           |
| România                                                              | Haribo face copii fericiți, iar adulții deopotrivă                                                             |
| Rusia                                                                | Детям, взрослым повезло – радость дарит харибо                                                                 |
| Slovacia                                                             | Haribo chutí malým, rovnako i dospelým                                                                         |
| Spania                                                               | Haribo, dulces sabores – para pequeños y mayores oder Vive un sabor mágico – ven al mundo Haribo               |
| Cehia                                                                | Haribo chutná malým, stejně tak i dospělým                                                                     |
| Turcia                                                               | Çocuk ya da büyük ol, Haribo’yla mutlu ol                                                                      |
| Ungaria                                                              | Gyermek felnőtt kedve jó – édes élet Haribo                                                                    |
| Bulgaria                                                             | С Харибо сме радостни, Харибо обичаме                                                                          |
| China                                                                | 大人小孩都说好，快乐品尝哈瑞宝                                                                                 |